# De silence et de sang
 (mai 2019).
 (septembre 2019).
De silence et de sang est une série de bande dessinée, consacrée au monde du crime organisé au XXe siècle. 
Cette série est initialement parue dans Vécu, à partir de 1985, avant d’être publiée au format album, par Glénat, entre 1986 et 2004, regroupant quatorze volumes et trois versions intégrales, publiées entre 2009 et 2012. Le scénario est exclusivement assuré par François Corteggiani, les dessins, respectivement, par Marc Malès (entre 1985 et 1988, pour les trois premiers volumes), Jean-Yves Mitton (de 1989 à 1998, pour les volumes 4 à 10) et Emanuele Barison (entre 1998 et 2004, pour les quatre derniers volumes de la série). Ces auteurs mettent en scène des personnages de fiction, aux côtés de grands noms du monde de la pègre en tentant de retracer les grands moments de l’histoire des plus fameuses organisations criminelles du XXe siècle.
Les dix premiers volumes constituent la partie la plus importante de la série. Ils sont consacrés au développement de la mafia italo-américaine, cette organisation, devenue incontournable, qui a exercé son influence, grandissante tout au long du XXe siècle, des terres de Sicile au territoire américain. François Corteggiani invite le lecteur à se plonger au cœur du système et de son développement, en mettant en scène les parcours distincts de deux Siciliens, Ciro et Giovanni, arrivés aux États-Unis aux côtés de milliers d’autres immigrants au début du XXe siècle.
De Palerme à New York, en passant par Cuba ou Détroit, De silence et de sang, aborde, de manière très dense, des pans importants de l’histoire de la Cosa nostra et de ses protagonistes, au miroir de moments cruciaux de l’histoire des États-Unis.

## Synopsis
Ciro Villanova est un vieil homme, lorsqu'il assiste à l'enterrement d’une vieille connaissance. À la sortie du cimetière, il est sollicité par deux jeunes journalistes du Hérald, Bill Kluver et Frank Tonetti, qui l’invitent à remonter le cours de ses souvenirs, pour un projet : « une série de papiers sur le syndicat du crime, la mafia, la Cosa nostra… ».
C'est le point de départ d'un long entretien, qui voit Ciro retracer les points marquants de son parcours et de celui de son ami défunt Giovanni, devenu Johnny Puparo quelque temps après leur arrivée à New York. Johnny est un ancien membre de l’Organisation. Très influent, il y côtoie les noms les plus fameux et participe au développement du syndicat. Il doit être le fil rouge des travaux de Kluver et Tonetti. Leurs histoires sont le fil rouge de la série.

## Une série construite sur la durée

### Les concepteurs de la série

#### Le scénariste: François Corteggiani
François Corteggiani est un scénariste important de la bande dessinée franco-belge. Il a notamment travaillé aux côtés de dessinateurs majeurs, comme Pierre Tranchand, Philippe Bercovici, Giorgio ou Jean-Yves Mitton.
Avant de se consacrer au scénario réaliste de la série De silence et de sang, il dessine et scénarise des séries chez Spirou, officie au journal Pif Gadget, où il est dessinateur puis scénariste du personnage de Pif. En 1981, il travaille pour la maison d’éditions Glénat et avec Pica, il reprend les séries Bastos et Zakousky (1981-1986) et Chafouin et Baluchon (1982-1984) pour les journaux Circus et Gomme !.
Après l'arrêt de Gomme ! en 1984, il participe au mensuel Vécu en scénarisant De silence et de sang, la première série réaliste à laquelle il s’attelle, avant de reprendre, à la mort de Jean-Michel Charlier en 1989, les scénarios de La jeunesse de Blueberry dessinée par Colin Wilson, une nouvelle série aux traitements graphique et narratif réalistes.

#### Les dessinateurs

##### Marc Malès
Marc Malès est né à Paris en 1954. Il suit les cours de l’École Supérieure des Arts Décoratifs, ce qui lui permet d’acquérir des bases solides dans le dessin et le crayonné. En 1979, il commence à publier Jack dans Métal hurlant, tout en dessinant dans le magazine Confidences, et en 1983, paraît dans la collection «BD Noires» le premier de ses deux récits mettant en scène Frank Weiss, un détective privé.
En 1985, sur un scénario de François Corteggiani, il dessine le premier tome de la série De silence et de sang, pour le nouveau mensuel de Glénat, Vécu. Son trait est précis et son dessin très sombre, rendant les personnages et les décors d’autant plus réalistes et l’atmosphère générale d’autant plus pesante.
Marc Malès est le dessinateur De silence et de sang, pour les tomes 1 à 3, avant de passer le relais à Jean-Yves Mitton.

##### Jean-Yves Mitton
Jean-Yves Mitton est né à Toulouse en 1945. Pendant onze ans, il fait ses armes sur des séries telles que Sammy Sam ou Blek le Roc, publié dans Kiwi dont il dessine une cinquantaine d’épisodes. À partir de 1972, il crée de multiples super-héros et dessine deux épisodes du Surfer d'argent, qui lui permettent d’accéder au comics américain, genre peu fréquenté par les auteurs français.
En 1987 il s’associe à François Corteggiani une première fois pour une nouvelle série, L'Archer blanc publiée dans Le Journal de Mickey et Noël et Marie dans Pif Gadget.
L’année suivante, il succède à Marc Malès, aux dessins de la série De silence et de sang, et ce jusqu’au tome 10. Ses dessins s’inscrivent dans la dynamique réaliste de la série, seulement peut-être avec plus de coloris que son prédécesseur.

##### Emanuele Barison
Emanuele Barison est un dessinateur italien, connu dans le milieu des fumetti, les bandes dessinées italiennes. À la fin des années 1980, il dessine pour le magazine Il Messaggero dei Ragazzi. Il attire à ce moment-là l’attention de François Corteggiani qui lui propose, en 1989, de travailler pour Disney.
En 1995, ce même François Corteggiani lui propose de travailler pour le marché international avec la série Yakuza.
Enfin, à partir de 1998, Emanuele Barison dessine les tomes 11 à 14 de la série De silence et de sang, complétant le scénario de François Corteggiani. L’influence italienne se fait rapidement ressentir dans ses dessins, les bandes sont allongées et les couleurs beaucoup plus vives qu’avec les dessinateurs précédents.

### DeVécuà Glénat: une histoire matérielle de la série
C’est le magazine historique mensuel Vécu qui publie pour la première fois, en 1985, les planches de François Cortgeggiani et Marc Malès. Pendant quelque temps, et ce jusqu’à la publication du sixième volume de la série, au format album en 1992, le périodique sert de support de prépublication aux éditions Glénat.
Les volumes 1 à 6 paraissent dans Vécu, entre 1985 et 1991, sous forme de récits à suivre, ou de récits complets.
Pour le dernier volume de la série, intitulé Chi non muore si revede, Vécu propose à ses lecteurs de retrouver François Corteggiani et son monde du crime organisé, désormais accompagné d’Emanuele Barison aux dessins.
François Corteggiani (scénario), De silence et de sang dans Vécu :

#### Récits à suivre
1. La Nuit du tueur de loups, no 6 à 10, 1985. Dessin de Marc Malés.
2. Mulberry Street, no 17 à 21, 1986. Dessin de Marc Malès.
3. Dix années de folie, no 25 à 26, 1987. Dessin de Marc Malès.
4. Les Vêpres siciliennes, no 40 à 42, 1989-90. Dessin de Jean-Yves Mitton.
5. Omerta, no 50 à 52, 1991-92. Dessin de Jean-Yves Mitton.

#### Récits complets
- no 5 Les Sept Piliers du chaos, no 46, 46 p., 1991. Dessin de Jean-Yves Mitton.
- no 14Chi non muore si revede, Vécu no 237, 46 p., 2003. Dessin d’Emanuele Barison.

Johnny Puparo est mis à l’honneur, à travers les couvertures des numéraux 26 (dessin de Marc Malès) et 41 (dessin de Jean-Yves Mitton) du mensuel.
Les éditions Glénat se chargent de l'intégralité des publications au format album cartonné, de 1986 à 2012. Les quatorze volumes sont publiés entre 1986 et 2004, avant d'être réunis sous la forme de trois versions intégrales, publiées entre 2009 et 2012.

## De silence et de sang: une plongée au cœur du crime organisé

### L'univers de la série
L’univers de la série est centré sur le monde du crime organisé. Les informations livrées par le scénario sont nombreuses et variées. La liste des personnages évoqués est très dense, et la chronologie invite le lecteur à constater une évolution sur la durée, à travers les époques et les territoires.
Le scénario voit se partager les moments de récit de Ciro, contenus dans ses souvenirs et racontés aux deux journalistes du Hérald et les moments d’interaction entre les trois personnages.
Les moments de récit de Ciro amènent l’action à différentes époques, à différents endroits, au gré de ses souvenirs et des moments marquants de son histoire, de celle de Johnny et du syndicat. Les moments d’interaction entre Ciro et les deux journalistes du Hérald constituent la partie contemporaine de la narration, non dénuée d’informations et d’explications.
La fin de la saga de Ciro et Giovanni marque un tournant pour la série. Les quatre albums suivants, mettent en lumière d'autres horizons, à travers un récit écrit par Frank Tonetti, évoquant le crime organisé à Marseille durant l'entre-deux guerres, et l'histoire personnel de ce personnage, notamment avec la mafia russe, l'Organisatsiya.

#### Chronologie et lieux de l'action
Le récit de Ciro Villanova amène le lecteur à différentes époques, en différents endroits. Ses souvenirs remontent d’abord aux événements qui eurent lieu en Sicile au début des années 1910. C’est en ces terres que prend forme son histoire et celle de Giovanni, avant leur traversée de l’Atlantique et leur arrivée à New York.
New York est le centre névralgique de l’action de la série. D’une part elle voit naître les premiers événements de la vie des jeunes protagonistes, de Mulberry Street (quartier important pour l’immigration italienne, et titre du deuxième volume), en passant par les années de Prohibition et les moments de structuration de l’Organisation, mais aussi d’autre part car, historiquement, elle est un des principaux foyers de développement du crime organisé au XXe siècle.
Les lieux de l'action évoluent ainsi avec le développement et le déploiement du syndicat, au gré des événements de l’histoire américaine et mondiale, du krach boursier de 1929 en passant par les années de guerre, entre trafic de drogue et secret bancaire, sur le territoire américain, à Cuba ou en Sicile.

#### Les principaux personnages de la série
Ciro Villanova
Ciro est un vieil homme paisible lorsqu’il se livre à ses confrères journalistes. Il est originaire de Sicile, non loin de Caltanègre. Ses souvenirs rythment le contenu de la série. Jamais très loin de son cigare, il retrace les moments forts qui ont marqué sa vie et celle de son ami Giovanni, allias Johnny Puparo. Au fil de ses souvenirs, Ciro révèle l’existence de plusieurs personnages qui lui sont importants :« Papa Galluccio », sa femme Polly, son fils Alessandro dit Sandro ou encore son ami Bartolo.
Giovanni Macaluso alias Johnny Puparo
Giovanni Macaluso est originaire de Sicile, comme Ciro, non loin de Caltanègre. Ciro et Giovanni sont deux grands amis, qui partagent les premières années difficiles de leur vie en Sicile et celles des premiers temps de New York. À New York, contrairement à Ciro, Giovanni se rapproche rapidement des sphères de la criminalité organisée. Il change d’identité lorsqu’il a vingt ans et se fait appeler Johnny Puparo. Son histoire sert de fil conducteur au scénario.
Bill Kluver et Frank Tonetti
Kluver et Tonetti sont deux journalistes, au Hérald. Ils questionnent Ciro dans l’optique de réaliser des papiers sur le monde du crime organisé italo-américain. Souvent accompagnées d’une cigarette et d’une bouteille de Jack Daniel's, leurs questions et leurs remarques apportent un précieux contenu, en précisant parfois les propos de Ciro.
Frank Tonetti est aussi un personnage important des quatre derniers volumes. Son parcours sert de fil rouge au scénario, à travers la lecture de ses écrits consacrés au crime organisé à Marseille dans les années 1920-1930 et ses démêlés contemporains avec la mafia russe.

### Albums

#### Tomes 1 à 10: le récit de Ciro Villanova

##### Tome 1:La Nuit du tueur de loups
Kluver et Tonetti interpellent Ciro à la sortie d'un cimetière. C’est le début d’un long entretien, pendant lequel Ciro va remonter le cours de ses souvenirs. Dans ce premier volume, Ciro se remémore ses derniers moments avec le jeune Giovanni en Sicile.
À ce moment-là, au début des années 1910, en Sicile, les deux amis sont confrontés aux tueurs de « l’Onorata Societa » et à leur commanditaire don Michele Gabellotto, qui ont décimé les membres de la famille de Giovanni et qui cherchent à se débarrasser du dernier survivant. Ciro et Giovanni, aidés de plusieurs personnages au destin tragique qui organisent leur protection de Caltanègre à Palerme, finissent par rejoindre in extremis le bord du paquebot « San Stefanu », en direction des États-Unis. Sur le pont, ils côtoient des centaines de passagers entassés, motivés par l’espoir de rejoindre les États-Unis. Après de nouvelles péripéties, en passant par Ellis Island, ils parviennent à fouler le territoire américain, scène de leurs futurs destins.

##### Tome 2:Mulberry Street
À New York, quelque temps après leur arrivée, Ciro et Giovanni se sont installés à Mulberry Street, artère historique de Little Italy, d’où ils commencent à se frotter à la violence, à la pauvreté et au crime.
Giovanni purge sa première peine de prison, pour trafic d’héroïne, et commence à traîner aux côtés de plusieurs noms voués à la postérité criminelle : Bugsy Siegel, Meyer Lansky, Frank Costello. Ciro travaille à l'épicerie aux côtés de celui qu’ils surnomment « Papa Galluccio », et rencontre une Irlandaise, Polly, avec laquelle il nouera des liens importants. Mais Galluccio et son épicerie sont rapidement mis à mal par des pressions extérieures. La boutique est visée et Galluccio est tué par les hommes de Ciro Terranova, marquant un tournant dans l’histoire de Ciro et Giovanni. Ciro obtient un poste au New York Evening Journal, et s’engage volontairement en 1917. Giovanni change d’identité et devient Johnny Puparo. Il échappe à la mobilisation de guerre et commence à afficher ses ambitions, aux côtés de ceux qui vont constituer l’Empire du Crime.

##### Tome 3:Dix années de folie
Au lendemain de la guerre, un XVIIIe amendement est ajouté à la Constitution des États-Unis. Il prévoit une interdiction totale de consommation et de production d’alcool sur le territoire américain, et les destins de Ciro et Johnny s’accélèrent : c’est l’apogée du crime organisé.
Johnny et sa bande (Meyer Lansky commence à faire parler son génie de la gestion,…) se spécialisent dans le hijacking, et leur organisation contrôle une bonne part de l'approvisionnement illégal d’alcool à New York, un trafic qui rapporte énormément d’argent. Johnny côtoie le crime, les politiciens véreux (Tammany Hall) et se retrouve confronté au lieutenant Polonsky, qui désire ardemment le faire tomber. Ciro est mêlé à ces histoires, les agissements de Johnny lui sont de plus en plus difficile à accepter et Polonsky fait pression sur lui. Ce volume nous plonge dans ce tournant que représente la Prohibition pour le monde du crime organisé. Les bénéfices et la violence redoublent sur tout le territoire américain. Al Capone soulève l’opinion à Chicago, et la mafia n’agit plus dans l’ombre.

##### Tome 4:Les Vêpres siciliennes
Changement de dessins, les couleurs sont plus vives et l’une d’elles paraît se montrer plus souvent que les autres dans ce quatrième volume, le rouge, la couleur du sang.
À la fin de l’année 1929, Johnny Puparo est un homme très puissant. Il est visé par les membres les plus influents du crime et compte mettre à mal les vieux dons de la mafia. Dans le même temps, les papiers de Ciro contribuent à dénoncer les agissements du crime organisé. Alors que l’économie s’apprête à connaître l’une des crises les plus importantes de son histoire, ce volume voit se dérouler quelques-unes des étapes les plus marquantes d’une guerre entre familles dont l’issue doit poser les bases du syndicat : la guerre des Castellammarese. Entre 1929 et 1931, les submachine gun Thompson retentissent et Joe « The Boss » Masseria est tué le 15 avril 1931. Salvatore Maranzano est liquidé lui aussi et dans la nuit du 10 au 11 septembre près de quarante membres de la pègre sont assassinés (d'où le choix du titre du volume), laissant la voie royale aux jeunes têtes pensantes de l’Organisation.

##### Tome 5:Les Sept Piliers du chaos
Ce cinquième volume met en lumière les années qui suivirent la guerre des Castellammarese, des années notamment marquées par la montée en puissance de Franklin Delano Roosevelt. Des années qui voient aussi se préciser les rouages du syndicat, et les spécialités de ses dirigeants(les « sept piliers du Chaos », titre d’un papier de Ciro). Johnny est spécialisé dans la prostitution, Bugsy Siegel dans le racket des boîtes de nuit, la Murder Incorporated se met peu à peu en place, etc. Le scénario implique de près ou de loin des relations entre des membres éminents de l'Organisation et des hommes politiques, ici au travers des élections de 1932 et donne à voir certains plans d’attaques du FBI. Ses agents semblent prêts, dans ce volume, à déclencher une nouvelle guerre de familles pour fragiliser l'Organisation et faire tomber Johnny. Corruption, jeux d’influence et règles de fonctionnement de l’Organisation, jalonnent ce cinquième volume.

##### Tome 6:Omerta
Changement de décor dans ce nouvel opus et direction Hollywood pour Ciro, qui est confronté au monde du cinéma et aux ramifications de l’Organisation, Bugsy Siegel en tête, alors que Johnny est en prison à la suite d'une affaire de proxénétisme aggravé. Ce sixième volume met en lumière les ramifications du syndicat au sein d’une industrie florissante des années 1930, l’industrie cinématographique, en tentant d’infiltrer certaines grosses boîtes de production, comme celle de Jack Warner. Ciro se rappelle que Johnny avait envoyé Bugsy à Hollywood et qu'il avait insisté pour qu’il organise lui-même le racket, soutenu sur place par Jack Dragna. Ciro s’était une nouvelle fois retrouvé mêlé à ces affaires, lorsque son amie Christina est témoin dérangeant d’un assassinat. Au cours de ces nouvelles péripéties, Ciro est amené à rencontrer Frank Capra, un réalisateur en devenir. Un premier volume amenant les protagonistes en dehors de la ville de New York, témoignant de l’influence grandissante de l'Organisation sur l’ensemble du territoire.

##### Tome 7:Le Dixième Arcane majeur
Dans la même dynamique qu’Omerta, le volume précédent, le scénario du septième volume de la série voit les ramifications de l’Organisation gagner le territoire de Cuba, notamment à travers les agissements de Lepke Buchalter et de la Murder Incorporated, véritable bras armé de la Cour Kangourou. Ciro fait une nouvelle fois partie du voyage. Le procureur Thomas Dewey, après avoir fait tomber Johnny, s’attaque à Lepke Buchalter, planqué par Albert Anastasia sur ordre de Johnny, et bien décider à ce moment là, à éliminer tous les témoins de ses agissements, potentiellement bavards. Ciro doit retrouver, sous le couvert d’un faux reportage, un de ces témoins à Cuba. Le scénario met en exergue les luttes d’influence aux plus hauts sommets, notamment entre Lepke, Tommy Lucchese ou Frank Costello, tous désireux de profiter au mieux des fruits lucratifs de Cuba, et les motivations d’un procureur, aspirant au poste de gouverneur de l’État de New York, prêt à négocier.

##### Tome 8:Les Quatre Provinces de l’Ave Maria
Pour ce nouvel opus en dehors des buildings de New York, Ciro voit son destin le ramener sur des terres qu’il a bien connu par le passé.
1943, la guerre bat son plein dans le monde entier, et le débarquement des alliés est imminent. Johnny, toujours en prison, continue tant bien que mal à exercer son influence et comprend rapidement que l’Organisation peut tirer profit d’une éventuelle collaboration avec les services secrets américains. Ses plans semblent se dérouler comme prévu, lorsque, après l’incendie du paquebot Normandie, dans le port de New York le 9 février 1942, l’Opération Underworld est lancée. Ciro doit remplacer Johnny sur le terrain, en Sicile, pour préparer un débarquement des forces alliés sur les côtes. Il est confronté aux chasseurs d’espions du Capitaine Camonte, fils d’une vieille connaissance… Johnny lui, profite de la situation pour négocier sa liberté.
Ce huitième volume met en lumière le rôle de la mafia dans la guerre, à travers l’importance des relations entre mafieux d’Amérique et de Sicile.

##### Tome 9:Je n’étais même pas là
Au début des années 1950, Johnny est mobile, il prend ses quartiers en Sicile, à La Havane, mais ses principales préoccupations sont encore tournées vers le territoire américain. Il réaffirme son autorité lors de la Conférence de La Havane, et certains de ses anciens collaborateurs sont liquidés : Bugsy Siegel et Albert Anastasia. D’après Ciro, Bugsy Siegel flambait beaucoup à Las Vegas, un territoire de plus en plus marqué par l’emprise de l’Empire du Crime, qui y investissait énormément.
Ciro raconte qu'il était à ce moment-là chargé d’enquêter sur des malversations « légales » liées à la caisse de retraite des Teamsters, montée par Jimmy Hoffa avec l’aide de la Cosa Nostra, qui profitait du racket des transports et de blanchiments d’argent. Il se retrouve une nouvelle fois au centre de multiples affaires, rythmant un volume qui témoigne de l’emprise de la mafia sur les syndicats et les policiers véreux, sur le territoire américain et international.

##### Tome 10:Dans le courant sans fin
Débuté en 1910 en Sicile, le long récit de Ciro Villanova touche à sa fin, en ces dernières années de la décennie 1950… Ces années bouleversent la structure de l’Organisation et font surgir de nouvelles interrogations.
Les premières planches de ce dixième volume sont consacrées au fiasco du congrès d’Apalachin de novembre 1957, qui débouche sur l’arrestation de plusieurs mafieux, dont Vito Genovese, arrêté définitivement un an plus tard, alors que dans le même temps Edgar Hoover et Robert Kennedy affichaient leurs intentions de lutter contre la Cosa nostra. Et les premiers témoignages de repentis commencent à faire trembler certains membres du syndicat. Sur un fond de souvenirs du 22 novembre 1963, Ciro, Frank et Bill échangent pour la dernière fois : les doutes sur la mort de Johnny sont soulevés, et la saga prend fin.
Les dernières pages de l’album font apparaître six planches, détachées de l’épilogue et consacrées à L’ultime souvenir, un récit complet revenant sur un moment de jeunesse de Ciro et Giovanni.

#### Tomes 11 à 14: nouveaux dessins et changement d'ambiance
La fin de la sage de Ciro et Giovanni embarque François Corteggiani et Emanuele Barison, nouveau dessinateur, vers une tout autre ambiance. Les histoires du monde du crime organisé occupent toujours les planches, mais avec un tout autre style. Les bandes à l’italienne sont mises à l’honneur, les couleurs sont plus vives et les scènes d’érotisme ne sont plus implicites.
Frank Tonetti est désormais au centre du scénario, se retrouvant au cœur des affaires de la mafia russe, l’Organizatsiya, alors placée au rang de plus haute priorité d’investigation. Le scénario fait également la part belle au monde de la pègre marseillaise, à travers la lecture du récit de Frank Tonetti.

### Retracer l'histoire de l'Organisation

#### Entre fiction et réalité
Avec cette série aux traits historiques, François Corteggiani plonge son lectorat dans le monde du crime organisé. L’histoire de Ciro et Giovanni se confond avec celles des États-Unis et du développement progressif de l’Organisation. Les traitements graphique et narratif sont volontairement réalistes. Le soin apporté aux dessins traduit ce désir de réalisme, les rues sont parfois reproduites avec beaucoup de détails, et les traits de visage des personnages historiques sont travaillés. On reconnaît bien les traits de Meyer Lansky, de Frank Costello ou de Bugsy Siegel, la corpulence de Joe Masseria. Le travail de réalisme historique est certain, et les deux protagonistes évoluent au gré des grands événements de l’histoire américaine.

##### Un scénario construit au gré des événements historiques
Dans ce scénario, la fiction est sans cesse confrontée aux faits historiques. Les dix volumes principaux évoquent ainsi tour à tour quelques uns des grands moments de l’histoire américaine et mondiale.
Le premier volume évoque succinctement les conditions de traversée de milliers d’immigrants, venus chercher refuge aux États-Unis : les papiers nécessaires à l'embarquement, les conditions de la traversée, parfois éprouvante pour la plupart des passagers et dans le même temps, confortable pour les passagers les plus aisés, l’arrivée à Ellis Island et les visites médicales obligatoires à la descente du paquebot. La misère, l'exploitation, la montée des communautarismes, marquent les premiers volumes de la série, notamment dans le deuxième, Mulberry Street, dans lequel Ciro et Giovanni sont confrontés à tout cela dans leurs quartiers de Little Italy.
Sont ainsi évoqués La première Guerre Mondiale, les années de Prohibition, la guerre des gangs, le krach de Wall Street, et aussi la misère due à la Grande Dépression (un hobo, Eddy Lokmar, est une figure centrale du volume 5), l’élection de Franklin Delano Roosevelt, la Seconde Guerre mondiale ou encore l'assassinat de John Fitzgerald Kennedy.

##### Une cohabitation entre personnages fictifs et historiques
Ciro Villanova, Giovanni Macaluso allias Johnny Puparo, sont des personnages purement fictifs, comme beaucoup d’autres, pourtant ils s’installent aux côtés de personnages qui ont réellement existé, qu’ils soient membres de la mafia, procureur du district d’un État ou dessinateur.
Dans Mulberry Street, Ciro rencontre Cliff Sterrett, un dessinateur connu pour avoir dessiné en 1912 le comic strip Polly and Her Pals.
Dans le troisième volume, Duke Ellington, un pianiste, encore peu connu à l’époque, est mentionné. Il doit se produire au Cotton Club, un haut lieu de la nuit à New York.
Dans le quatrième volume, Ciro fait appel à Rude Goldberg, pour illustrer un de ses articles les plus marquants. Dans le même tome, le juge Samuel Seabury et Al Smith, l’adversaire de Franklin Delano Roosevelt, ou encore Thomas Dewey l’adversaire principal de Johnny, sont mentionnés.
Dans le tome 6, Omerta, c'est Frank Capra, un réalisateur promis à un bel avenir, qui tient un rôle important, peu de temps avant la réalisation L'Extravagant Mr. Deeds.
D'autres personnages historiques mentionnés dans la série : Jack Warner, Max Schmeling, Fulgencio Batista, Jean Harlow, George Raft, George Morton Levy, Edgard Hoover, Carlo Tresca, Benito Mussolini, Cesare Mori, Charles Heffenden, Murray Gurfein, George Patton, Bernard Montgomery, Giuseppe Genco Russo, Igea Lissoni, Howard Hughes, Jimmy Hoffa, Robert Kennedy, Hugh Joseph Addonizio, Enrico Mattei, Martin A.Gosch, Carlo Alberto dalla Chiesa, Giovanni Falcone, Paolo Borsellino.

##### Johnny Puparo dans les pas de Lucky Luciano
François Corteggiani n’a pas créé le personnage de Johnny Puparo par pur hasard, puisqu'il n'est pas seulement un simple personnage de fiction. En fait, le parcours de Puparo est grandement similaire à celui de Lucky Luciano, un des pères fondateurs de l’Empire du Crime.
Salvatore Luciano est un Sicilien, qui a émigré avec sa famille aux États-Unis durant sa jeunesse. François Corteggiani s’est inspiré des particularités du parcours de ce gangster légendaire pour construire celui de son personnage Johnny Puparo. Johnny passe six mois en prison pour trafic d’héroïne, tout comme Lucky Luciano, rencontre rapidement Meyer Lansky, Bugsy Siegel et Frank Costello, ses principaux collaborateurs au sein du Five Points Gang, au début des années 1920. Ensuite, tout ou presque, dans le parcours de Puparo, est similaire à celui de Lucky Luciano, de son rôle dans la guerre des Castellammarese, à sa conception de l’Organisation, en passant par ses démêlés avec le procureur Thomas Dewey, à sa chute et à son emprisonnement dans les prisons de Dennamora, de Sing Sing et de Great Meadow. On peut noter plusieurs autres similitudes, à travers l’implication de Lucky Luciano dans les affaires de services secrets durant la Seconde Guerre Mondiale, son rôle lors de la Conférence de La Havane ou les événements de la fin de sa vie.
À travers le personnage de Johnny Puparo, il y a l’histoire de Lucky Luciano, l’histoire même d’un fondateur historique du syndicat.

#### Liste des principaux membres et des événements historiques liés à la mafia mentionnés dans la série

##### Membres historiques de la mafia mentionnés dans la série
- Tony Accardo, Joe Adonis, Albert Anastasia, Anthony Anastasio
- Otto Biederman, Richard Boiardo, Joseph Bonanno, Lepke Buchalter, Tommaso Buscetta
- Al Capone, Ralph Capone, Vincent « Mad Dog » Coll, Frank Costello
- Moe Dalitz, Jack Dragna
- Carmine Galante, Carlo Gambino, Vito Genovese, Eugenio Giannini
- Abe Landau, Meyer Lansky, John LaRocca, Tommy Lucchese, Lucky Luciano
- Salvatore Maranzano, Giuseppe Masseria, Bugs Moran, Giuseppe Morello
- Frank Nitti
- Joseph Pinzolo, Joe Profaci
- Joseph Rao, Tom Reina, Joseph Renucci, Bernard « Lulu » Rosenkrantz, Arnold Rothstein
- Ciro Terranova, Johnny Torrio
- Girolamo « Bobby Doyle » Santuccio, Dutch Schultz, Jacob « Gurrah » Shapiro, Bugsy Siegel
- Joseph Valachi, Vincent Viggiano
- Emanuel « Mendy » Weiss, Charles « The Bug » Workman
- Frankie Yale
- Joseph Zerilli

##### Événements historiques liés à la mafia mentionnés dans la série
Massacre de la Saint-Valentin (Chicago), sommet d’Atlantic City, guerre des Castellammarese, conférence de La Havane, réunion d’Apalachin.

## Une série pionnière en son domaine: mafia et bande dessinée
De silence et de sang aborde le monde du crime organisé en bandes dessinées, un thème jusque là peu ou pas du tout exploité par les auteurs. Durant les dernières années de sa vie, Jean-Michel Charlier s'était déjà intéressé au monde de la mafia, en allant même jusqu’à publier un livre à ce sujet, intitulé Le Syndicat du crime, publié en 1980, qu’il écrit avec Jean Marcilly, et en animant un dossier documentaire sur TF1 traitant du même sujet.
Cet engouement pour la mafia, il semblerait que Jean-Michel Charlier l'ait transmis à François Corteggiani. Le scénariste s’est exprimé, au sujet de la série, en 2018, lors du festival d’Angoulême, au micro de Pal Degome : « C’était Jean-Michel Charlier qui m’avait entraîné là-dessus, il m’avait dit, fait ça parce que j’aurais pas le temps de le faire »
Cet engouement s’est vérifié au fil des quatorze albums de la série. François Corteggiani n’oublie d’ailleurs pas de rendre hommage à Jean-Michel Charlier, sur les premières pages du cinquième volume publié en 1991, quelques mois après le décès de ce dernier : « Pour Jean-Michel Charlier, où qu’il soit, il sait pourquoi »
De silence et de sang est une série pionnière en son domaine et, plus tard, de nouvelles séries abordant le monde du crime organisé voient le jour.
La série Ce qui est à nous, publiée entre 1999 et 2005, créée par David Chauvel et Erwan Le Saëc, consacre dix volumes à Lucky Luciano, Frank Costello et Al Capone, et à leurs histoires, à celle du syndicat et à son développement.
En 2006, les deux auteurs continuent sur le même chemin en publiant Mafia story, en 8 volumes publiées chez Delcourt, qui continuent l’histoire de Ce qui est à nous, en abordant la carrière de Dutch Schultz, les dernières années de postérité de Lucky Luciano et l’ascension de Vito Genovese.

## Publication
- François Corteggiani (scénario), De silence et de sang, Glénat, coll. « Vécu » :

1. La Nuit du tueur de loups, 1986  (ISBN 2723406164). Dessin de Marc Malès.
2. Mulberry Street, 1987  (ISBN 2723407640). Dessin de Marc Malès.
3. Dix années de folie, 1988  (ISBN 2723409007). Dessin de Marc Malès.
4. Les Vêpres siciliennes, 1990  (ISBN 2723411605). Dessin de Jean-Yves Mitton.
5. Les Sept Piliers du chaos, 1991  (ISBN 2723412954). Dessin de Jean-Yves Mitton.
6. Omerta, 1992  (ISBN 2723414396). Dessin de Jean-Yves Mitton.
7. Le Dixième Arcane majeur, 1993  (ISBN 2723416283). Dessin de Jean-Yves Mitton.
8. Les Quatre Provinces de l'Ave Maria, 1994  (ISBN 2723417069). Dessin de Jean-Yves Mitton.
9. Je n'étais même pas là, 1995  (ISBN 2723418847). Dessin de Jean-Yves Mitton.
10. Dans le courant sans fin, 1996  (ISBN 2723421325). Dessin de Jean-Yves Mitton.
11. Le Sceau de Caïn (1), 1998  (ISBN 2723425991). Dessin d'Emanuele Barison (it)[23].
12. Le Sceau de Caïn (2), 1999  (ISBN 2723428338). Dessin d'Emanuele Barison.
13. Le Système Jurado, 2001  (ISBN 2723431622). Dessin d'Emanuele Barison.
14. Chi non muore si revede, 2004  (ISBN 2723438090). Dessin d'Emanuele Barison.

### Versions intégrales
1. INT1. Épisode 1, tomes 1 à 5, 2009. Dessin de Marc Malès et Jean-Yves Mitton.
2. INT2. Épisode 2, tomes 6 à 10, 2010  (ISBN 9782723475600). Dessin de Jean-Yves Mitton.
3. INT3. Épisode 3, tomes 11 à 14, 2012  (ISBN 978-2-7234-8832-7). Dessin d’Emanuele Barison.